# Moderamen
Das Moderamen ist das gewählte Vorstandskollegium einer Synode innerhalb einer evangelisch-reformierten Kirche oder Kirchengemeinschaft. Es besteht in der Regel aus dem Präses der Synode, seinem Stellvertreter (Assessor) und dem Schriftführer (Scriba). Wer dem Moderamen vorsitzt, kann auch als Moderatorin oder Moderator bezeichnet werden.
Die Einrichtung geht auf die Synode von Emden (1571) zurück, die allerdings den Begriff noch nicht benutzte. Frühe reformierte Kirchenordnungen kennen nur ein Moderamen, das während der Synodaltagung diese leitet. Erst mit der Kirchenordnung der Reformierten Kirche der Herzogtümer Kleve-Jülich-Berg von 1671 wurde erstmals ein „überständiges Moderamen“ eingerichtet, das auch noch weitere Mitglieder hatte, nach bzw. zwischen den Tagungen der Synode im Amt bleibt und Funktionen der Kirchenleitung wahrnimmt. In Deutschland werden z. B. die Evangelisch-reformierte Kirche, die Evangelisch-altreformierte Kirche in Niedersachsen und der Reformierte Kirchenkreis in der Evangelischen Kirche Berlin-Brandenburg-schlesische Oberlausitz von einem Moderamen geleitet. Auch die Protestantische Kirche in den Niederlanden, die Uniting Reformed Church in Southern Africa oder die Christian Protestant Karo Batak Church in Indonesien benutzen für ihre Leitungsgremien auf nationaler und regionaler Ebene dasselbe lateinische Fremdwort. In anderen deutschen Kirchen, die auf Grundlage der presbyterial-synodalen Ordnung organisiert sind, wird das entsprechende Gremium beispielsweise Landeskirchenrat (Lippische Landeskirche, Evangelische Kirche in Mitteldeutschland u. a.), Kirchenleitung (Evangelische Kirche im Rheinland, Evangelische Kirche von Westfalen u. a.) oder Kirchenausschuss (Bremische Evangelische Kirche) genannt, in den meisten reformierten Kirchen der Schweiz Synodalrat.
Auch kirchliche Organisationen haben den Begriff für ihre Leitungsgremien übernommen. So wird der Reformierte Bund in Deutschland von einem Moderamen geleitet, dessen Mitglieder von der Hauptversammlung gewählt oder von den beteiligten Kirchen entsandt werden.